# Pâine cu banane
Pită cu banane

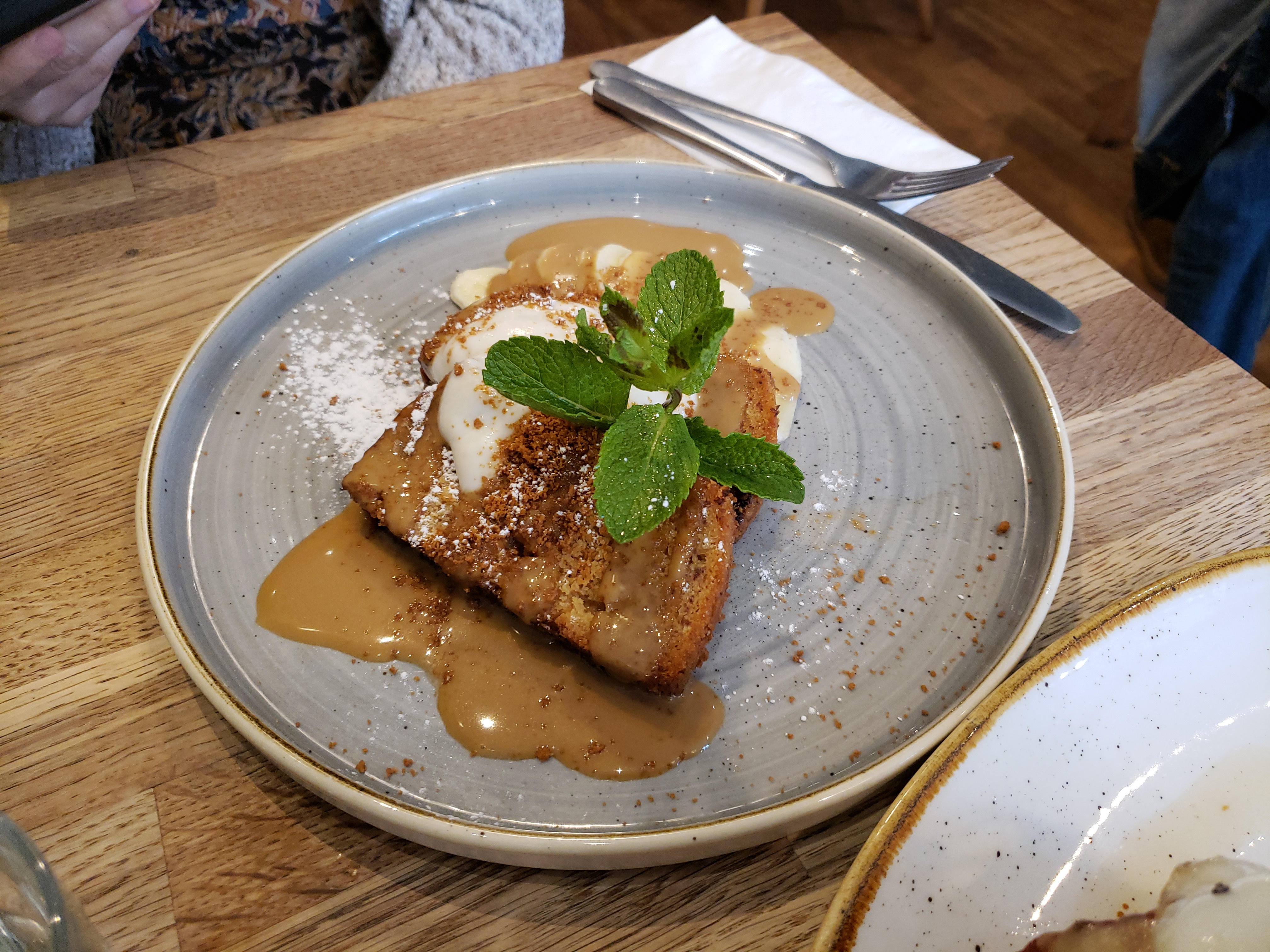
Pâine cu caramel și banane

Pita cu banane, cunoscută și sub denumirea de pâine cu banane, este un tip de pită dulce, asemănătoare unei prăjituri, făcută din banane coapte. Este un preparat popular în multe culturi, adesea servit la micul dejun, brunch sau ca desert.
Această pâine este folosită și ca pretext pentru farse telefonice la anumite restaurante
Origini și istorie
Originile exacte ale pitei cu banane sunt neclare, dar se crede că a apărut în Statele Unite în timpul Marii Depresiuni. În acea perioadă, gospodinele căutau modalități creative de a folosi ingredientele disponibile, iar bananele prea coapte, care altfel ar fi fost aruncate, au devenit un ingredient principal. Adăugarea bicarbonatului de sodiu și a prafului de copt, care au devenit mai accesibile în anii 1930, a permis pitei să crească și să devină mai pufoasă.
O altă teorie sugerează că pita cu banane a apărut odată cu popularizarea bananelor în Statele Unite la sfârșitul secolului al XIX-lea și începutul secolului al XX-lea. Pe măsură ce bananele deveneau mai răspândite, oamenii au început să le integreze în diverse rețete.
Ingrediente principale
Ingredientele de bază pentru pita cu banane includ:
- Banane coapte: Acestea sunt esențiale pentru dulceața și umiditatea pitei. Cu cât bananele sunt mai coapte (cu coaja pătată sau chiar neagră), cu atât pita va fi mai dulce și mai aromată.
- Făină: De obicei făină albă, simplă.
- Zahăr: Granulat sau brun, pentru dulceață suplimentară.
- Ouă: Acționează ca liant și contribuie la structura pitei.
- Ulei sau unt topit: Pentru umiditate și o textură fragedă.
- Agenți de creștere: Bicarbonat de sodiu și/sau praf de copt, pentru a ajuta pita să crească.
- Sare: Pentru a echilibra aromele.

Variații și adaosuri
Pita cu banane este extrem de versatilă și poate fi adaptată cu o varietate de adaosuri, inclusiv:
- Nuci: Nuci pecan, nuci obișnuite sau alune, pentru un plus de textură și aromă.
- Ciocolată: Bucăți de ciocolată, chipsuri de ciocolată sau pudră de cacao.
- Fructe uscate: Stafide, merișoare sau curmale tăiate.
- Condimente: Scorțișoară, nucșoară sau cuișoare, pentru o aromă mai complexă.
- Ovăz: Adăugat în aluat pentru o textură mai densă și o valoare nutritivă sporită.
- Miere sau sirop de arțar: Ca îndulcitor alternativ.

Preparare
Procesul de preparare a pitei cu banane este, în general, simplu:
1. Pregătirea bananelor: Bananele coapte sunt pasate cu o furculiță până la obținerea unei paste.
2. Amestecarea ingredientelor umede: Ouăle, zahărul, uleiul/untul și bananele pasate sunt amestecate bine.
3. Amestecarea ingredientelor uscate: Făina, bicarbonatul de sodiu/praful de copt și sarea sunt cernute și amestecate separat.
4. Combinarea: Ingredientele uscate sunt încorporate treptat în cele umede, amestecând doar până la omogenizare, pentru a evita dezvoltarea excesivă a glutenului și o textură densă.
5. Coacere: Aluatul este turnat într-o tavă de pită tapetată și copt la o temperatură moderată până când este rumenit și un scobitoare introdusă în centru iese curată.

Servire
Pita cu banane poate fi servită caldă sau la temperatura camerei. Este delicioasă simplă sau cu diverse toppinguri, cum ar fi:
- Unt
- Cremă de brânză
- Dulceață sau gem
- Mișcare de frișcă
- Înghețată (pentru o variantă de desert)

Popularitate și semnificație culturală
Pita cu banane a devenit un aliment reconfortant și o rețetă de bază în multe gospodării din întreaga lume. Popularitatea sa se datorează nu doar gustului său delicios, ci și simplității preparării și capacității de a utiliza bananele prea coapte, reducând astfel risipa alimentară. Este adesea asociată cu amintiri din copilărie și cu atmosfera călduroasă a casei.